# Ozzie Newsome
Pour les articles homonymes, voir Newsome.
College Football Hall of Fame 1994
Pro Football Hall of Fame 1999
(en) Statistiques sur pro-football-reference
Ozzie Newsome Jr., né le 16 mars 1956 à Muscle Shoals dans l'Alabama, est un joueur américain de football américain ayant évolué au poste de tight end pour les Browns de Cleveland de 1978 à 1990. Membre de l'équipe NFL de la décennie 1980, il est à la fois introduit au College Football Hall of Fame en 1994 et au Pro Football Hall of Fame en 1999 pour ses performances sportives.

## Biographie
Devenu entraîneur de l'équipe des Browns au début des années 1990, il apprend auprès de Bill Belichick dans la franchise d'Art Modell. Lorsqu'en 1995, le club déménage à Baltimore et devient les Ravens de Baltimore, Newsome suit la franchise et continue de progresser dans la hiérarchie du personnel du club. Vice-président du personnel, il prend des décisions majeures comme le recrutement de Jonathan Ogden et Ray Lewis. En 2002, il devient manager général de la franchise, faisant de lui le premier afro-américain à occuper ce poste dans la National Football League. Il a remporté deux Super Bowls comme dirigeant des Ravens, le Super Bowl XXXV en 2001 et le Super Bowl XLVII en 2013. Il a annoncé que la saison 2018 sera sa dernière au poste de manager général des Ravens.